# アーネスト・マクミラン
サー・アーネスト・アレクサンダー・キャンベル・マクミラン（Sir Ernest Alexander Campbell MacMillan, 1893年8月18日 - 1973年3月17日）は、カナダの指揮者。遅めのテンポを好むことから「ラルゴ卿」の異名をとった。ピアニスト、オルガニストとしても活動し、カスリーン・パーロウやザラ・ネルソヴァと共にカナダ三重奏団を結成していたことでも知られる。

## 経歴
オンタリオ州ミミコで牧師の家に生まれ、神童として知られた。10歳でオルガンのリサイタルを開き、エディンバラでアルフレッド・ホリンズに師事。1907年には、ロンドンのロイヤル・カレッジ・オヴ・オルガニスツの準会員となり、1911年にはフェローの資格を取得した。1911年から1914年まではトロント大学で現代史を学んでいるが、この学生時代にトロントのノックス教会のオルガニストを務めた。
1914年からパリに留学してピアノを学び、バイロイト音楽祭を訪れたところ、第一次世界大戦が勃発し、ベルリン近郊のルーレーベン収容所に送られることとなった。この収容所内で自作のレヴューや有名なオペレッタの上演を監督することで、指揮者としての素養を磨いた。1918年には、収容所内で書かれた作品が音楽博士号取得申請作品としてオックスフォード大学に提出され、学位が送られることとなった。
戦後、1919年から1925年までトロントのティモシー・イートン・メモリアル教会のオルガニストと聖歌隊長を務めたが、この間の1923年にヒーリー・ウィランとリチャード・タターソールらと共にバッハの《マタイ受難曲》の演奏会のプランを立て、トロントの音楽シーズンの呼び物として定着させた業績がある。1920年からはカナダ音楽アカデミーの教授陣に名を連ね、このアカデミーがトロント音楽院と合併したあとも後進の指導に当たった。
1931年からトロント交響楽団の首席指揮者を務め、このオーケストラをパートタイム雇用の寄せ集め的なものからプロフェッショナルなものへと変貌させ、辞任する直前の1956年にアメリカ演奏旅行を実現させている。1942年から1957年までは、トロント・メンデルスゾーン合唱団の合唱指揮者を務め、1945年にはオーストラリアのオーケストラに、その翌年にはブラジルに渡って各地のオーケストラに客演するなど、幅広い活動を行った。こうした一連の音楽活動の成果が認められて、1935年にイギリスからナイトの叙勲を受けている。1973年、トロントにて没。